# 산소 음이온
산소 음이온(영어: oxyanion)은 일반식이 A
xOz−
y (여기서 A는 화학 원소를 나타내고 O는 산소 원자를 나타냄)인 이온이다. 산소 음이온은 대부분의 화학 원소에 의해 형성된다. 단순한 산소 음이온의 화학식은 옥텟 규칙에 의해 결정된다. 산소 음이온의 해당 산소산은 화합물 H
zA
xO
y이다. 응축된 산소 음이온의 구조는 다면체 사이의 모서리 또는 모서리를 공유하는 AOn 다면체 단위의 관점에서 설명될 수 있다. 산소 음이온(특히 인산 및 폴리인산 에스터)인 아데노신 일인산(AMP), 아데노신 이인산(ADP) 및 아데노신 삼인산(ATP)은 생물학에서 중요하다.

## 같이 보기
- 산소 양이온
- 탄소 음이온